# Олимпийский комитет Демократической Республики Конго
Олимпийский комитет Демократической Республики Конго (фр. Comité olympique congolais) — организация, представляющая Демократическую Республику Конго в международном олимпийском движении. Основан в 1963 году, зарегистрирован в МОК в 1968 году.
Штаб-квартира расположена в Киншасе. Является членом Международного олимпийского комитета, Ассоциации национальных олимпийских комитетов Африки и других международных спортивных организаций. Осуществляет деятельность по развитию спорта в Демократической Республике Конго.